# Then and Now (альбом Warrant)
Then and Now (рус. тогда и сейчас) — компиляция американской хард-рок-группы Warrant, выпущенная 4 мая 2004 года. В неё вошли песни с  альбомов Belly to Belly и Warrant Live 86–97, выпущенных после первой компиляции 1996 года The Best of Warrant. Также в неё вошли песни с альбома 1995 года Ultraphobic, который не был представлен на первой компиляции. Ни одна песня с альбомов Greatest & Latest и Under the Influence в неё не попала.

## Список композиций
1. «D.R.F.S.R» (live) – 2:43
2. «Family Picnic» – 4:36
3. «Down Boys» (live) – 3:46
4. «Feels Good» – 2:48
5. «Heaven» (live) – 2:32
6. «Followed» – 3:35
7. «Cherry Pie» – (live) – 7:16
8. «Indian Giver» – 4:46
9. «Uncle Tom's Cabin»  (live) – 5:06
10. «Stronger Now» – 3:57
11. «Machine Gun» (live) – 4:04
12. «AYM» – 2:48